# City Light Stadium
Das City Light Stadium (jap. シティライトスタジアム, Shiti Laito Sutajiamu) ist ein 1957 eröffnetes Fußballstadion mit Leichtathletikanlage in der japanischen Stadt Okayama, Präfektur Okayama. Es ist die Heimspielstätte des Fußballvereins Fagiano Okayama, der momentan in der J1 League, der höchsten Liga des Landes, spielt. Das Stadion hat ein Fassungsvermögen von 20.000 Personen.

## Geschichte
Bis 2010 war das Stadion unter dem Namen Okayama Combined Ground Athletic Stadium (jap. 岡山県総合グラウンド陸上競技場, Okayama-ken Sōgō Guraundo Rikujō Kyōgijō) bekannt. Von 2010 bis Februar 2010 hieß die Sportanlage Kanko Stadium (jap. Kankoスタジアム, Kankō Sutajiamu). Bevor die Sponsoringrechte von Kanko und dann von City Light erworben wurden, war der Spitzname des Veranstaltungsortes Momotaro Stadium (jap. 桃太郎スタジアム, Momotarō Sutajiamu).